# 椋平広吉
椋平 広吉（むくひら ひろきち、1903年10月2日 - 1992年10月8日）は、日本の在野の地震研究家。地震の前兆現象を独力で調査、特殊な虹と地震との関係を主張したことで知られる。

## 人物
京都府宮津市生まれ。高等小学校卒。7200人以上の死者を出した1891年の濃尾地震の話を近所の人から聞いて「世の中の役に立ちたい」として気象観測を始めた。
11歳の頃から地震予知に関心を持ち、虹を見た後に地震が発生したという自らの体験をもとに、「虹＝地震の前兆現象」であると考え、短冊型の特殊な虹を観測することで地震発生を予測できると主張した。1930年11月26日午前4時に北伊豆地震の発生し270人の死者が出たが、椋平が｢アスアサ四ジイヅジシンアルムクヒラ｣と書いて発信した電報がその前日石野又吉京都帝国大学理学部長宛てに届き、地震発生の号外を見た石野がその予報が当たったことに気づいたことが新聞紙上で報じられ、注目を集めた。「椋平虹」と呼ばれる独自の地震予知法は全世界に知れ渡り、トーマス・エジソンやアルベルト・アインシュタインから激励の手紙が届いたと言われる。その後も本人は大地震の予測を当てていったと主張する。
一時は日本地震学会の会員にもなった。しかし、虹の発生と地震を関連付ける科学的な根拠が解明されず、学界では認められす、学界の中で唯一の椋平の理論を裏付けようとしていた三木晴男京都大学教授も最終的には根拠はないと結論づけた。晩年、椋平は1970年代頃から毎日新聞や周囲に対してハガキによる地震予報活動を活発に行い、再び話題となることが増えた。また、彼を信じ応援する人々も多かったが、椋平と連れ立って何度も宮津湾に出向いていた椋平後援団体のある人物によれば「結局、誰も椋平虹を見ることが出来なかった」という。
1976年9月26日付毎日新聞記事（執筆者は横山裕道）で、地震予知を周囲に伝える際に使っていたハガキの消印を用いたトリック（裏には何も書かずに表には鉛筆で書いた自分宛てのハガキを毎日出すことで消印が入ったハガキをストックし、大地震が発生するとストックしていた消印付のハガキの中から大地震発生前の消印がついたハガキを選び、自分宛の住所を消しゴムで消した上で投函先の相手住所・氏名を入れて大地震発生の中身を書き足し、日数を置かずに自分で投函先まで出向いてハガキを相手の郵便受けに入れる）を用いていたことが報道された（ただし、1930年11月の北伊豆地震の予知は電報を使っていたため、ハガキの消印トリックでは説明はできない。この場所と日時を当てた椋平の電報について、当時の伊豆ではその11月中だけでも291百回にも及ぶ有感地震が頻発しており、何かを書けば当たったといえる可能性が有るような状態であったため、横山は場所や日時のみならず規模まで書かなければこの大地震を当てたものとはいえないとしている）。椋平は消印トリックの利用は認めなかったが、以後は周囲から多くの人が離れていった。京都府立丹後郷土資料館（同市国分）では、一人の研究者の記録として椋平の資料を集めている。
1992年10月8日没。

## その他
- 新田次郎による小説「虹の人」のモデルとなった[7]。
- 佐治芳彦は1975年段階において椋平の研究を肯定的にとらえ、著書『アスアサ四ジジシンアル  ドキュメント・“椋平虹"の挑戦』を出版した。
- 消印トリックはフィクション作品でも取り上げられることがあり、例として藤子・F・不二雄の漫画「エスパー魔美」の「大予言者あらわる」がある。